# Boissezon
Boissezon é uma comuna francesa na região administrativa da Occitânia, no departamento de Tarn. Estende-se por uma área de 19.0 km², e possui 392 habitantes, segundo o censo de 2018, com uma densidade de 21 hab/km².